# Steve Lacy
Steve Lacy (23. července 1934 New York – 4. června 2004 Boston) byl americký jazzový saxofonista a hudební skladatel. Svou kariéru zahájil v šestnácti letech, kdy začal hrát v dixielandové kapele. Když v polovině padesátých let nahrával s Cecilem Taylorem, začal se zajímat o avantgardní jazz. V roce 1965 jako člen kapely klavíristy Kennyho Drewa odcestoval na turné do Evropy. Nahrál řadu vlastních alb a během své kariéry spolupracoval s mnoha hudebníky, mezi něž patří Aldo Romano, Mal Waldron, Gil Evans nebo Carla Bley.